# Żleb Ascety

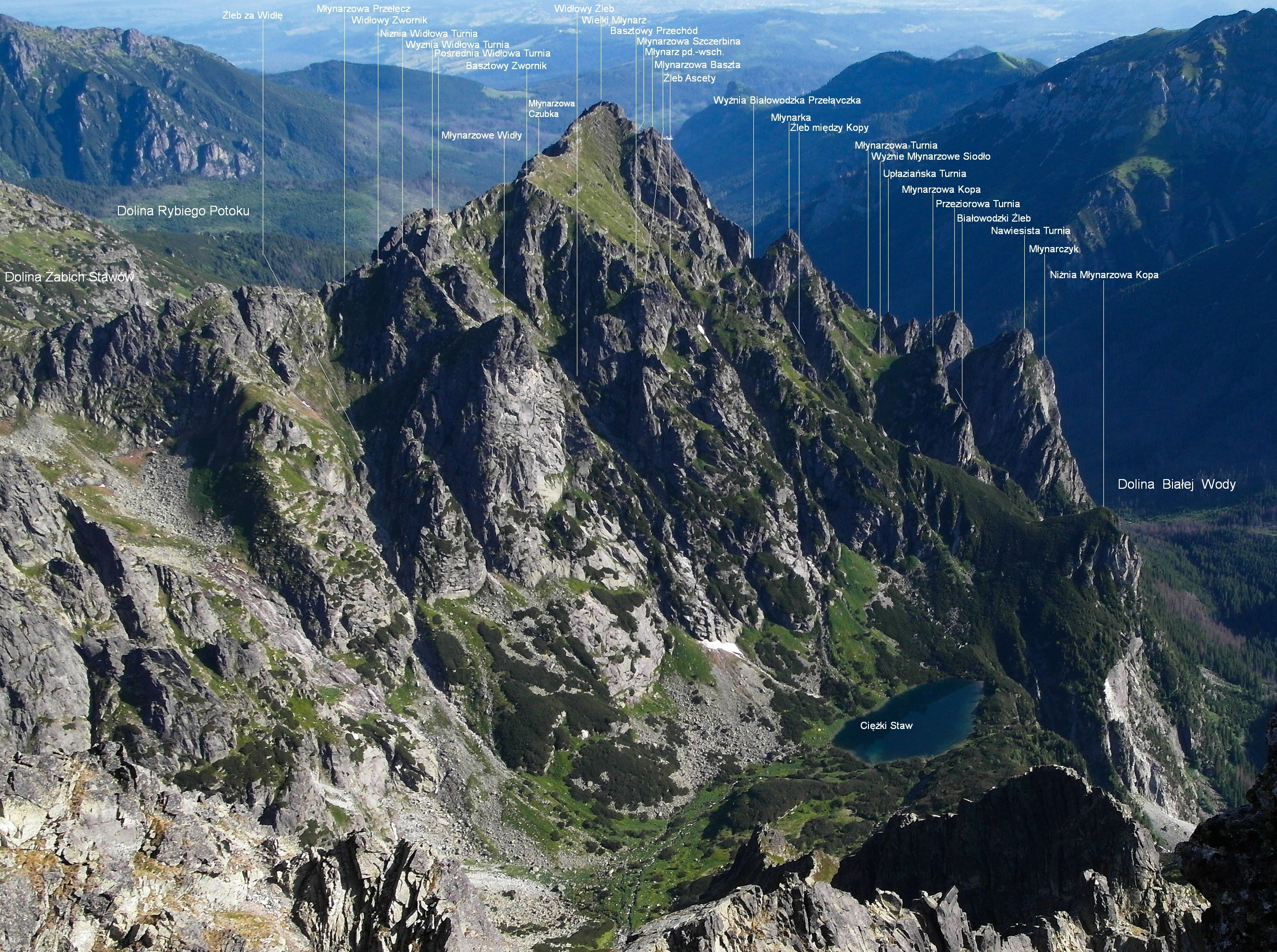
Widłowy Żleb wśród opisanych obiektów

Żleb Ascety (słow. Askétov žľab) – wybitny żleb w masywie Młynarza w słowackich Tatrach Wysokich. Znajduje się w orograficznie lewych zboczach Doliny Ciężkiej. Jego różnica wzniesień wynosi około 470 m. Opada z południowo-wschodniego, trawiastego zbocza głównej grani Młynarza między Basztowym Zwornikiem a szczytem Wielkiego Młynarza. Orograficznie prawe ograniczenie żlebu tworzy południowo-wschodnia grzęda Basztowego Zwornika z Młynarzową Basztą, lewe grzęda południowo-wschodniego wierzchołka Młynarza. W najwyższym odcinku tego stoku jest tylko trawiasta depresja. Na wysokości około 1900 m stromieje i przekształca się w skalisty Żleb Ascety. Najniższa część żlebu to głęboki i przeważnie mokry komin o wysokości około 100 m. Zimą powstają w nim lodospady o nachyleniu 75°.
Nazwę żlebu utworzył Władysław Cywiński.

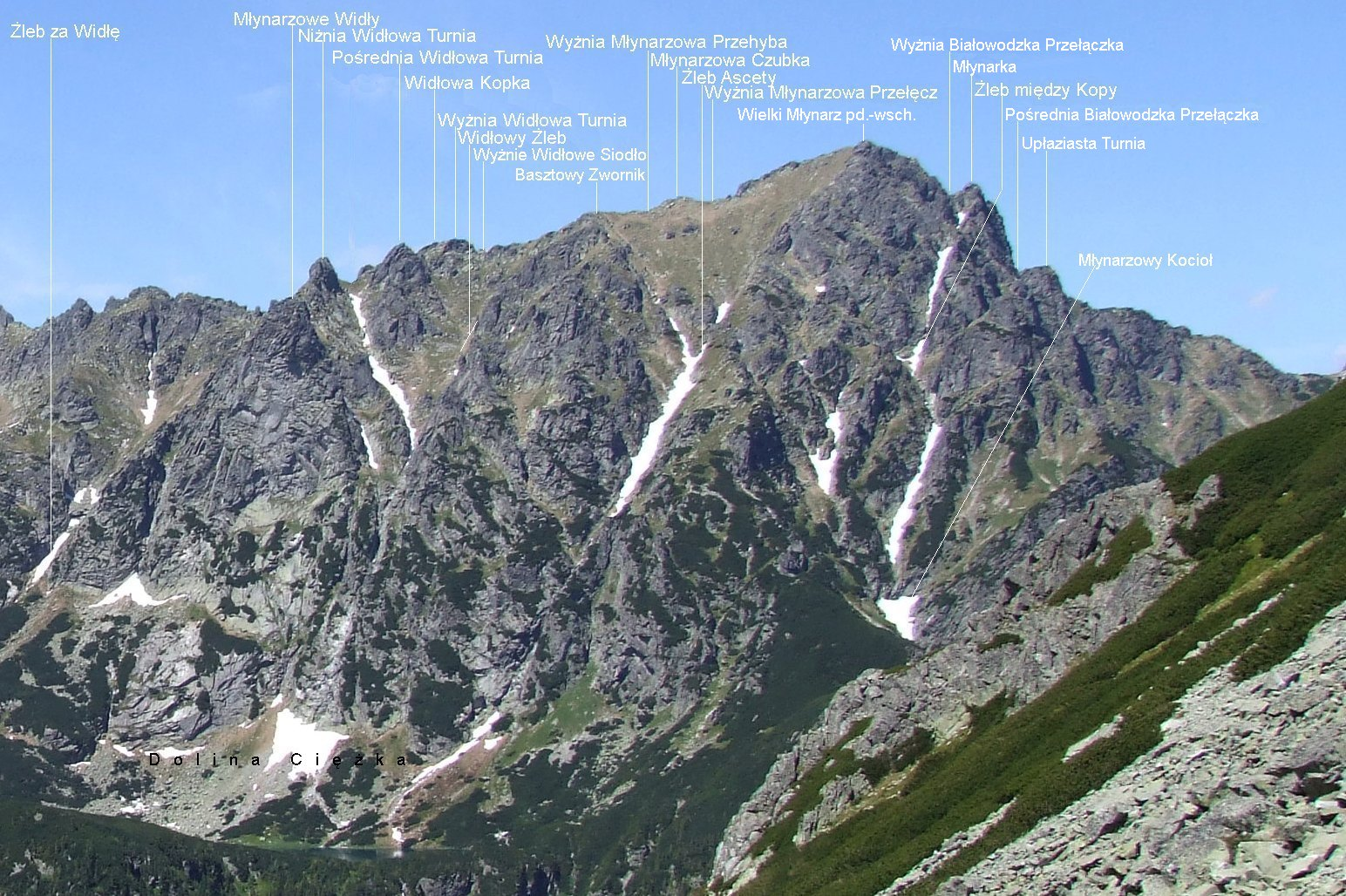
Widok z Doliny Białej Wody